# Juweeljuffers
De juweeljuffers (Chlorocyphidae) zijn een familie van juffers (Zygoptera), een van de drie suborden der libellen (Odonata).  De familie telt 17 beschreven geslachten en 165 soorten. Ze komen vooral voor in Afrika en Azië.

## Taxonomie
De familie juweeljuffers kent de volgende geslachten:
- Africocypha Pinhey, 1961
- Aristocypha Laidlaw, 1950
- Calocypha Fraser, 1928
- Chlorocypha Fraser, 1928
- Cyrano Needham & Gyger, 1939
- Disparocypha Ris, 1916
- Heliocypha Fraser, 1949
- Indocypha Fraser, 1949
- Libellago Selys, 1840
- Melanocypha Fraser, 1949
- Pachycypha Lieftinck, 1950
- Platycypha Fraser, 1949
- Rhinocypha Rambur, 1842
- Rhinoneura Laidlaw, 1915
- Sclerocypha Fraser, 1949
- Sundacypha Laidlaw, 1950
- Watuwila van Tol, 1998